# Ramessiden

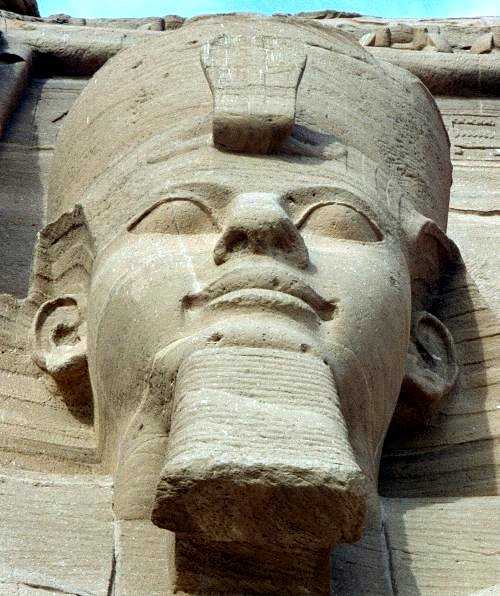
Kolossaal hoofd van een standbeeld van Ramses II in Aboe Simbel.

De Ramessiden is de moderne term waarmee in de Egyptologie naar de farao's van de 19e en de 20e dynastie van Egypte wordt verwezen. De periode van deze twee dynastieën wordt ook wel de Ramessidische periode of Ramessidentijd genoemd en deze behoort tot het Nieuwe Rijk. In deze periode zou de invloed van het oud-Egyptische leger van groot belang blijken.
De naam is afgeleid van het feit dat vanaf Ramses III (20e dynastie), die was vernoemd naar grote farao Ramses II (zelf een kleinzoon van de eerste koning met die naam, Ramses I) uit de 19e Dynastie, diens opvolgers allen (een variant van) de Sa-Re-naam Ra-ms-sw of R-ms-sw (Uit Ra geboren) aannamen (Ramses IV tot XI).
Waar Ramses II nog een van de machtigste farao's was geweest, zou enkel Ramses III erin slagen iets van de vroegere glorie te herwinnen en zou onder zijn opvolgers de neergang zich inzetten.

## Chronologie
| 19e Dynastie | 20e Dynastie |
| ------------ | ------------ |
|              |              |